# Ambrose Pitchaimuthu
Ambrose Pitchaimuthu (* 3. Mai 1966 in Cheyyur, Tamil Nadu) ist ein indischer römisch-katholischer Geistlicher und Bischof von Vellore.

## Leben
Ambrose Pitchaimuthu studierte Philosophie und Theologie am Priesterseminar Sacred Heart in Chennai. Am 25. März 1993 empfing er das Sakrament der Priesterweihe für das Erzbistum Madras-Mylapore.
Nach der Priesterweihe war er zunächst als Kaplan an der St. Thomas Basilica, der Kathedrale des Erzbistums, und anschließend von 1994 bis 1995 in Pallavaram tätig. Er ging zu weiteren Studien nach Europa und erwarb an der Katholieke Universiteit Leuven das Lizenziat in Philosophie. An der Päpstlichen Universität Heiliger Thomas von Aquin in Rom wurde er zum Doktor der Philosophie promoviert. Von 2001 bis 2008 war er Professor und Subregens am Priesterseminar in Chennai.
Mit der Errichtung des Bistums Chingleput im Juli 2002 wurde er in dessen Klerus inkardiniert. Im neuen Bistum gehörte er von 2002 bis 2017 dem Konsultorenkollegium und dem Ausbildungsgremium an. Von 2008 bis 2015 war er Generalvikar des Bistums und von 2008 bis 2013 zudem Dompfarrer an der Kathedrale in Chingleput sowie von 2009 bis 2012 Dekan. Neben weiteren Aufgaben in der Pfarrseelsorge war er von 2015 bis 2017 Superintendent der katholischen Schulen im Bistum. Ab 2018 war er Nationaldirektor der Päpstlichen Missionswerke sowie Exekutivsekretär der Verkündigungskommission der indischen Bischofskonferenz
Papst Franziskus ernannte ihn am 9. November 2024 zum Bischof von Vellore. Der Erzbischof von Madras-Mylapore, George Antonysamy, spendete ihm am 9. Dezember desselben Jahres auf dem Gelände der Don Bosco High School in Vellore die Bischofsweihe. Mitkonsekratoren waren der Bischof von Chingleput, Anthonisamy Neethinathan, und der Bischof von Coimbatore, Thomas Aquinas Lephonse.